# نام-نشان خاندان
طراحی نشان‌ها در بسیاری موارد به صورت دلبخواهی و بر اساس تمایلات فرد انجام می‌شد، در حالی که در مواردی دیگر طراحی آنها در بستگی مستقیم با نام، محل سکونت، خاستگاه، یا شغل صاحب نشان صورت می‌پذیرفت. نشان‌های اخیر «نام-نشان‌ها» (به انگلیسی: Canting Arms) خوانده می‌شوند که نام، محل سکونت، خاستگاه، یا شغل صاحب نشان را بواسطه همسانی‌ها یا شباهت‌های تصویری بازتاب می‌دهند. برای مثال، اگر نام فامیل صاحب نشان "Smith" (این واژه در انگلیسی به معنای آهنگر (فلزکار) است.) باشد، با نقش سندان در مقام نگاره‌ای نمادین به نام صاحب نشان گریز زده می‌شود.

## نگارخانه

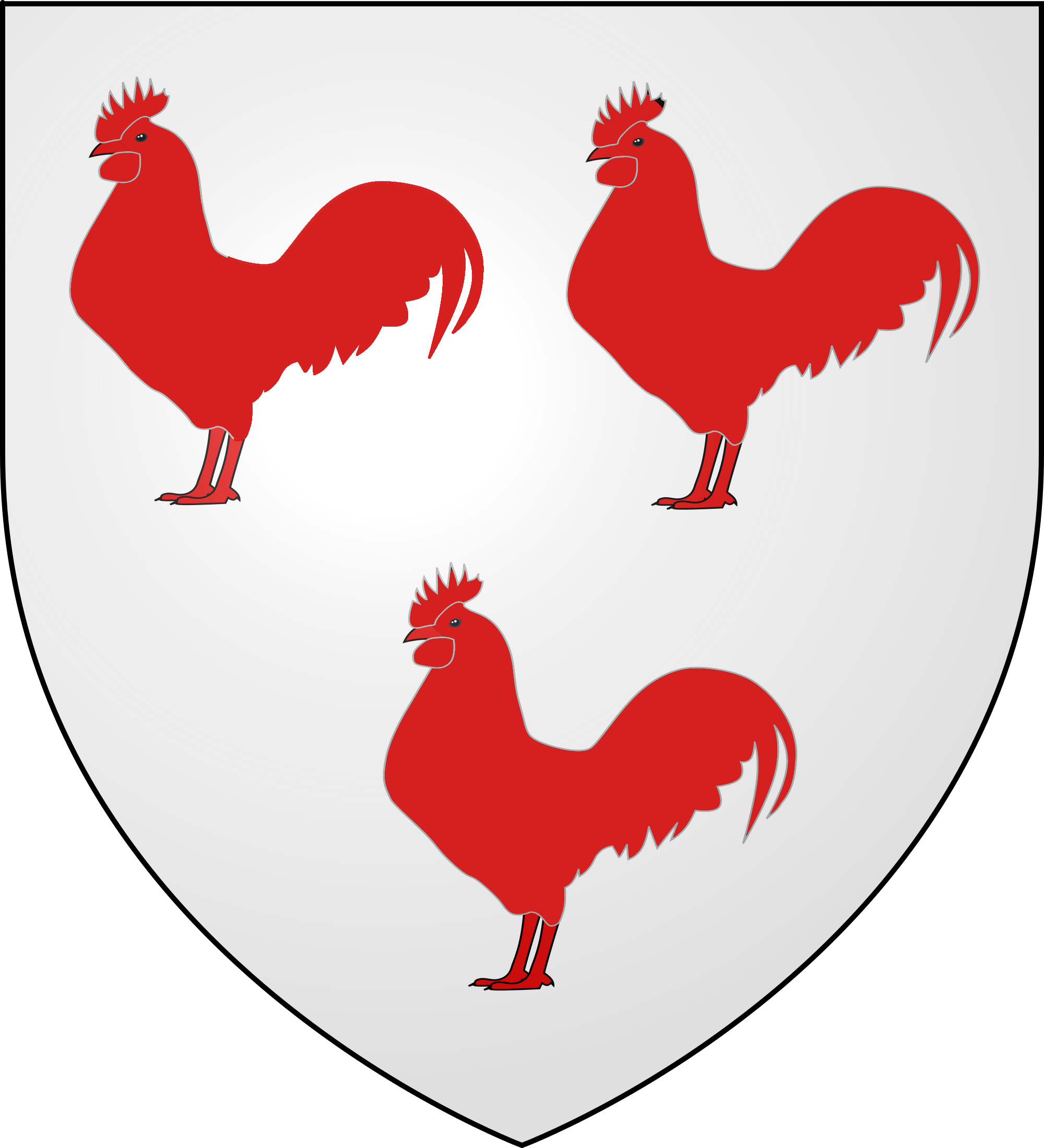
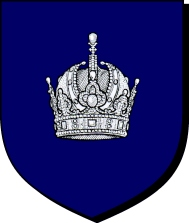

## پی‌نوشت‌ها
1. ↑  کلانی، رضا. مقدمه‌ای بر تاریخ و مبانی نشان‌شناسی، ص.۱۳۳